# Хилль, Ахим
Ахим Хилль (нем. Achim Hill; 1 апреля 1935, Берлин, нацистская Германия — 4 августа 2015, Берлин, ФРГ) — восточногерманский гребец, двукратный олимпийский серебряный призёр летних Игр в Риме (1960) и в Токио (1964).

## Спортивная карьера
В 1953 г. начал карьеру гребца-распашника. В 1957 г. выиграл свой первый титул чемпиона ГДР в двойке распашной без рулевого. В 1958 г. перешёл в академическую греблю и дважды побеждал на первенствах страны (1959 и 1960) в «одиночке», а также в «двойке» (1959 и 1961). Он учился на авиационного техника в Восточном Берлине, но после того как его тренер эмигрировал в ФРГ, был вынужден покинуть свой клуб СК «Единство» (Берлин) и перешёл в спортивное общество «Мотор Баумшуленвег».
На летних олимпийских играх в Риме (1960) стал серебряным призёром в заездах «одиночек», уступив советскому гребцу Вячеслау Иванову восемь секунд. Он стал таким образом первым гребном их ГДР, сумевшим выиграть олимпийскую медаль.
В 1961 г. переехал в Дрезден, где изучал прикладную механику в местном техническом университете и выступал за клуб TU Dresden. С 1962 по 1967 каждый год становился чемпионом страны в «одиночке».
На летних Олимпийских играх в Токио (1964), выступая вновь за объединенную немецкую команду, становится серебряным призёром, вновь уступив Вячеславу Иванову, на этот раз 3,5 секунды.
В 1966 г. на мировом первенстве в югославском Бледе занял четвёртое место, через год побеждает Иванова на континентальном первенстве во французском Виши (1967), став чемпионом Европы. На своей третьей Олимпиаде — в Мехико (1968) занял пятое место.
По завершении спортивной карьеры работал инженером в Институте железнодорожного транспорта. В 1973 г. женился на девятикратной чемпионке ГДР в «одиночке» Гизеле
Йегер.

## Награды и звания
Дважды награжден восточногерманским орденом «За заслуги перед Отечеством» III степени (1960 и 1964).